# Helene Jacobs
Pour les articles homonymes, voir Jacobs.
Ne doit pas être confondu avec Helen Jacobs.
Helene Jacobs, née le 25 février 1906 à Schneidemül et morte le 13 août 1993 à Berlin, est une résistante allemande contre le nazisme, membre de l'Église confessante.

## Biographie
Helene Jacobs est née le 25 février 1906 à Schneidemühl. Son père meurt prématurément et elle grandit avec son frère aîné auprès d'une mère enseignante. Tandis que les études de son frère sont prises en charge par des parents, les difficultés financières de leur mère empêchent Helene Jacobs de passer son Abitur,,. Après des études commerciales, elle travaille à Berlin chez un conseil en brevets, Hermann Barschall. Lorsque celui-ci est victime de persécutions raciales après l'arrivée au pouvoir du national-socialisme, elle réussit à l'aider, lui et sa famille, à fuir l'Allemagne en 1939. Elle travaille ensuite comme experte indépendante dans le domaine des brevets,.
Helene Jacobs est membre de l'Église confessante de Dahlem depuis 1934. Dès le début de la guerre, elle envoie des colis de nourriture et de vêtements aux Juifs déportés de Stettin. A Dahlem, elle rencontre d'autres personnes qui aident les persécutés, comme l'avocat Franz Herbert Kaufmann, (de), protestant et non-aryen, qui soutient l'action de Heinrich Grüber (en). Ensemble, iIs mettent en place un réseau qui héberge les juifs persécutés, les aide à se nourrir et leur fournit de faux papiers. Gertrud Staewen, qui a repris une partie du travail du Bureau Grüber (de), participe également à ce groupe de résistance. Helene Jacobs met également son propre appartement à disposition pour l'hébergement. Elle y cache, entre autres, Cioma Schönhaus qui falsifie des cartes d'identité pour le groupe. Ils fournissent ainsi des faux-papiers à environ 200 personnes.
À la suite d'une dénonciation, le groupe est démasqué à l'été 1943. Helene Jacobs est  arrêtée en août 1943, de même qu'une cinquantaine de personnes, parmi lesquelles Hildegard Jacoby et Hildegard Schaeder (de). Comme l'ampleur réelle de son travail de résistance n'est pas connu, elle condamnée "seulement" pour transmission de cartes d'alimentation et de tentative de falsification de documents, et condamnée en janvier 1944 par le tribunal spécial de Berlin à trente mois de réclusion. Elle parvient à survivre à la fin de la guerre en prison,.
Cioma Schönhaus qui était caché dans son appartement, réussit à s'enfuir en Suisse. Franz Herbert Kaufmann, parce qu'il est juif et en dehors de sa juridiction, est exécuté sans procès.
Après la guerre, Helene Jabobs étudie le droit. Elle travaille comme fonctionnaire à la caisse de compensation de Berlin-Ouest où elle est sanctionnée pour avoir trop défendu la cause des requérants,. Helene Jacobs est membre de la Société de coopération judéo-chrétienne à Berlin (de) depuis sa création en 1949.
Helene Jacob décède le 13 août 1993 à l'âge de 87 ans. Elle est inhumée au cimetière Waldfriedhof Dahlem à Berlin.

« Je n'avais rien à voir avec l'illégalité. Mon monde s'est effondré, je voulais le défendre. j'avais perdu ma patrie le 30 janvier 1933, quand Hitler devint chancelier du Reich Surtout les lois antisémites de Nuremberg (1935), qui excluaient arbitrairement une partie de la population de la communauté, m'ont touché. Je voulais aider ces personnes persécutées. »

## Distinctions
En 1983, Helene Jacobs est décorée de la Médaille Buber-Rosenzweig.
La même année, elle est honorée par le Mémorial de Yad Vashem comme Juste parmi les Nations, le 28 mai 1968.
Une plaque commémorative de la Bonner Strasse 2 dans la colonie d'artistes de Wilmersdorf  porte la mention : « Dans cette maison a vécu de 1935 jusqu'à sa mort la résistante contre le national-socialisme
Hélène Jacobs  25/02/1906 - 13/08/1993
Elle cachait des juifs clandestins dans son appartement et les a aidés à s'échapper. Elle a été condamnée par la justice nazie à deux ans et demi de prison.
Berlin, avril 1997 »
Depuis 2004, sa tombe est tombe d'honneur de la ville de Berlin (de). Les tombes d'honneur rendent hommage à des personnes décédées qui, de leur vivant, ont fourni des prestations exceptionnelles ayant un lien étroit avec Berlin ou qui, par l'œuvre exceptionnelle de leur vie, ont rendu des services à la ville.
Une rue de Berlin porte son nom.